# 왕조의 세월
《왕조의 세월》은 1990년 8월 16일부터 1990년 8월 17일까지 방영된 한국방송공사의 8.15 특집 드라마이다.
이 드라마는 영친왕이 1907년 일본에 볼모로 끌려가 이방자와 결혼한 뒤 일본에서의 생활과 1963년 귀국 이후의 생활 모습 등을 그리며, 이방자의 경우는 1988년 서울올림픽까지의 삶을 담았다. 일제 암흑기 속에서 파란 많은 한국 근대사를 헤쳐온 조선왕조의 마지막 왕세자 이은과 왕세자비 이방자의 드라마틱한 생애를 그려, 비극을 딛고 일어서는 주인공들의 집요한 정신과 삶에 대한 긍정적이고 진솔한 자세를 담담히 담아내어 일제의 탄압과 침략의 역사를 되새겨보고 진실된 한일관계의 의미를 재조명해 본다는 의도를 담고 있다.
한편, 한국과 일본을 오가며 촬영해 영상미는 비교적 좋은 편이지만, 영친왕, 이방자, 영친왕의 정혼자였던 민갑완과의 삼각관계에 초점을 맞춘 통속 멜러물에 그치는 감상적인 틀에서 벗어나지 못했다. 이로 인해 분단 45년의 8.15 특집극으로서의 설득력을 반감시켰다.

## 등장 인물
- 서인석(아역 변성현) : 영친왕 이은
- 이휘향 : 가혜 이방자(나시모토 마사코·梨本昌子)
- 이덕희(아역 이재은) : 민갑완
- 김영애(순헌황귀비)
- 김세윤(고종)
- 정영숙 : 나시모토 이쓰코(梨本逸子)
- 김진해 : 나시모토노미야 모리마사 왕(梨本宮守正王)
- 이한나(순정효황후)
- 정동환(순종)
- 정재순(이기돈, 민영돈 아내)
- 연규진(이기현, 이기돈 동생)
- 이춘식 : 미와 와사부로(三輪 和三郎)
- 김성원 : 이토 히로부미(伊藤 博文)
- 이신재 : 하야시 곤스케(林権助)
- 이대로(한규설)
- 박경득(이완용)
- 윤승원(서상한)
- 김성수(민천행)
- 송승환(이구)
- 홍요섭(이우)
- 백준기(김규식)
- 박웅(김을한)
- 이일웅 : 한창수 역
- 최정훈 : 사이토 마코토(斎 藤実)
- 이종만 : 소네 아라스케(曾禰 荒助)
- 이정웅(민영돈)
- 강만희(민영환)
- 한상혁(고희경)
- 김효원(남 소위)
- 안병경(안중근)
- 이주경(덕혜옹주)
- 문창길(의친왕)
- 강주현, 고인배, 김기섭, 김대환, 김동완, 김봉근, 김정란, 김정하, 김종구, 김천만, 김해권, 김효선, 남윤정, 민지환, 박승규, 박용식, 박종근, 반문섭, 서영진, 송석호, 안형식, 양형호, 엄유신, 유가영, 유순철, 이계영, 장기용, 장순천, 정서임, 조동신, 한연주, 한혜경, 한혜지